# Arcidiecéze Malanje
Arcidiecéze Malanje je arcidiecéze římskokatolickí církve, nacházející se v Angole.

## Území
Zahrunuje všechno území provincie Malanje.
Arcibiskupským sídlem je město Malanje, kde se nachází hlavní chrám Naší Paní Nanebevzaté.
Rozděluje se do 4 farností. K roku 2013 měla 573 000 věřících, 11 diecézních kněží, 18 řeholních kněží, 56 řeholníků a 83 řeholnic.

## Historie
Dne 25. listopadu 1957 byla bulou Inter sollicitudines papeže Pia XII. založena diecéze Malanje, a to z části území arcidiecéze Luanda a diecéze Silva Porto. Původně byla sufragánnou arcidiecéze Luanda.
Dne 10. srpna 1975 získala část území arcidiecéze Luanda a z části jejího územíá byla vytvořena diecéze Henrique de Carvalho.
Dne 12. dubna 2011 byla bulou Cum in Angolia papeže Benedikta XVI. povýšena na metropolitní arcidiecézi.

## Seznam biskupů
- Manuel Nuñes Gabriel (1957–1962)
- Pompeu de Sá Leão y Seabra, C.S.Sp. (1962–1973)
- Eduardo André Muaca (1973–1975)
- Alexandre do Nascimento (1975–1977)
- Eugénio Salessu (1977–1998)
- Luis María Pérez de Onraita Aguirre (1998–2012)
- Benedito Roberto, C.S.Sp. (od 2012)